# Serrat de Santa Eulàlia (Serradell)
El Serrat de Santa Eulàlia és una serra del municipi de Conca de Dalt, antigament del de Toralla i Serradell, situada a ponent del poble de Serradell.
Està situat a prop i a ponent de Serradell, a l'esquerra del riu de Serradell, entre la llau de les Ribes (llevant) i la llau del Cornàs (ponent). A l'extrem nord del serrat hi ha la formació rocosa de les Picorres. Queda a ponent de les Roques del Seix. A l'extrem sud del serrat, prop d'una torre elèctrica, hi havia hagut la capella de Santa Eulàlia de Serradell.